# André Rouvoet
André Rouvoet (ur. 4 stycznia 1962 w Hilversum) – holenderski polityk, w latach 2002–2007 i 2010–2011 lider polityczny ChristenUnie (CU), od 2007 do 2010 wicepremier i minister ds. młodzieży i rodziny w czwartym gabinecie premiera Jana Petera Balkenende, w 2010 również minister edukacji, kultury i nauki.

## Życiorys
W 1980 ukończył Comenius College w Hilversum. Od 1981 do 1986 studiował prawo i filozofię polityczną na Vrije Universiteit Amsterdam. W latach 80. zaangażował się w działalność polityczną w ramach Reformowanej Federacji Politycznej (RPF). Od 1985 pracował we frakcji parlamentarnej tego ugrupowania, a także w związanych z nią organizacjach pozarządowych. Od 1989 do 1994 był dyrektorem Marnix van St. Aldegonde Stichting, instytutu naukowego RPF. Wykładał również nauki polityczne w szkole dziennikarskiej Evangelische School voor Journalistiek w Amersfoort.
W 1994 został wybrany w skład Tweede Kamer, niższej izby Stanów Generalnych. Reelekcję uzyskiwał w wyborach w 1998, 2002, 2003, 2007 i 2010. Od 2001 reprezentował współtworzoną przez RPF ChristenUnie, która w 2004 przekształciła się w jednolite ugrupowanie. W latach 2002–2007 i 2010–2011 był przewodniczącym jej frakcji poselskiej i tym samym liderem politycznym CU.
22 lutego 2007 królowa Beatrycze mianowała go wicepremierem i ministrem ds. rodziny i młodzieży w czwartym rządzie Jana Petera Balkenende. 23 lutego 2010 objął dodatkowo obowiązki ministra edukacji kultury i nauki w związku z opuszczeniem koalicji rządowej przez PvdA. Stanowiska rządowe zajmował do 14 października 2010.
W 2011 zrezygnował z mandatu poselskiego i wycofał się z działalności politycznej. W 2012 objął funkcję prezesa Zorgverzekeraars Nederland, organizacji reprezentującej przedsiębiorstwa oferujące ubezpieczenia zdrowotne.
Jest wiernym Holenderskiego Kościoła Reformowanego. Żonaty, ma syna oraz cztery córki.